# La Mémoire dans la chair
Pour plus de détails, voir Fiche technique et Distribution.
La Mémoire dans la chair est un film franco-espagnol réalisé par Dominique Maillet et sorti en 2012.

## Synopsis
Après quinze ans d'absence, Tomás revient dans son pays natal pour enterrer son père, un ancien combattant républicain capturé par le régime de Franco.

## Fiche technique
- Titre original : La Mémoire dans la chair (Flesh Memories)
- Réalisation : Dominique Maillet
- Scénario : Dominique Maillet, Jacques Fieschi
- Photographie : Emmanuel Machuel
- Montage : Frédéric Kastier
- Son : Jean-François Chevalier, Nadège Feyrit, Matthieu Tertois
- Musique : Quentin Damamme
- Production : Albert Beurier, Dominique Maillet, Fernando Victoria de Lecea
- Distributeur : Kanibal Films
- Durée : 104 minutes
- Date de sortie en France : 15 février 2012

## Distribution
- Sergio Peris-Mencheta : Tomás
- Féodor Atkine : Manrique
- Diana Palazón : Natalia
- Serge Riaboukine : Martineau
- Dolores Chaplin : Aurore
- Michel Galabru : Don Pablo